# Уланов, Николай Иванович
Никола́й Ива́нович Ула́нов (1881—1948) — старший урядник, а затем подхорунжий первой сотни 18-го Оренбургского казачьего полка, полный кавалер Георгиевского креста. Дед мэра Москвы Сергея Собянина.

## Биография
Родился в 1881 году в станице Нижнеувельской 3-го военного Троицкого отдела области Оренбургского казачьего войска, потомственный казак.
Участвовал в русско-японской войне 1904—1905 годов, был вестовым почты Приморского отдельного драгунского полка. Принимал участие в Первой мировой войне — в 1914 году воевал на Юго-Западном фронте против австро-венгерских войск. Отличившись в Галиции, был награждён Георгиевским крестом IV степени. Георгиевские кресты III, II и I степени получил за участие в боях весной — летом 1915 года. В соответствии со статутом Георгиевского креста получил чин подхорунжего.
После Октябрьской революции перешёл в РККА, служил в кавалерийской дивизии 1-й Конной армии Семёна Будённого. Участвовал в Гражданской войне в России, воевал на Южном и Западном фронтах. Был контужен и демобилизовался в 1921 году.
В 1930-х годах Николай Уланов был причислен к кулакам, в 1937 году — репрессирован и сослан с семьёй на специальное поселение в село Няксимволь, ныне Берёзовского района Ханты-Мансийского национального округа.
Умер в 1948 году. Был реабилитирован в 1991 году.